# Brit Bennett
Pour les articles homonymes, voir Bennett.
Œuvres principales
Le Cœur battant de nos mères
Brit Bennett, née en 1990 à Oceanside en Californie, est une écrivaine féministe afro-américaine. Elle vit et travaille à Los Angeles.

## Biographie
En 2013, le policier responsable de la mort de Trayvon Martin est acquitté. En 2014, les charges contre l'officier responsable de la mort d'Eric Garner sont abandonnées. À la suite de ces deux événements, Brit Bennett publie un billet de blog Je ne sais pas quoi faire des gentils blancs. Elle y fustige l'antiracisme consensuel et inoffensif. Cet article fait le tour des réseaux sociaux et devient un livre, traduit en français en 2018,. 
Brit Bennett et la journaliste britannique Reni Eddo-Lodge affirment que le racisme est un système politique de domination des Blancs, que les personnes blanches doivent prendre en charge.

## Œuvres traduites en français

### Roman
- Le Cœur battant de nos mères, Autrement, 2017 ((en) The Mothers, Riverhead Books, 2016), trad. Jean Esch, 370 p.  (ISBN 978-2746745728)Meilleur premier roman étranger du magazine Lire 2017
- L’Autre Moitié de soi, Autrement, 2020 ((en) The Vanishing Half, Riverhead Books, 2020), trad. Karine Lalechère  (ISBN 978-274675129-3)

### Essai
- Je ne sais pas quoi faire des gentils blancs, Autrement, 2018 ((en) I Don't Know What to Do With Good White People, Jezebel, 2014), trad. Jean Esch, 120 p.  (ISBN 978-2746746602)